# Ołeksandr Tołstoj
Ołeksandr Wiktorowycz Tołstoj, ukr. Олександр Вікторович Толстой, ros. Александр Викторович Толстой, Aleksandr Wiktorowicz Tołstoj (ur. 1946, Ukraińska SRR, zm. 1994, Ukraina) – ukraiński piłkarz, grający na pozycji obrońcy, trener piłkarski.

## Kariera piłkarska
W 1967 rozpoczął karierę piłkarską w klubie Start Dzierżyńsk. Po pół roku przeniósł się do   Azowca Żdanow. W 1968 został zaproszony do pierwszoligowego klubu Kubań Krasnodar. W 1972 przeszedł do Metalista Charków, w którym zakończył karierę piłkarza w roku 1973.

## Kariera trenerska
Karierę szkoleniowca rozpoczął po zakończeniu kariery piłkarza. Najpierw pracował w sztabie szkoleniowym Dnipra Czerkasy. Od 5 kwietnia do 9 maja 1980 roku pomagał trenować Metałurh Dnieprodzierżyńsk, a następnie od lipca 1980 do maja 1981 stał na czele Dnipra Czerkasy.